# Skřečoň

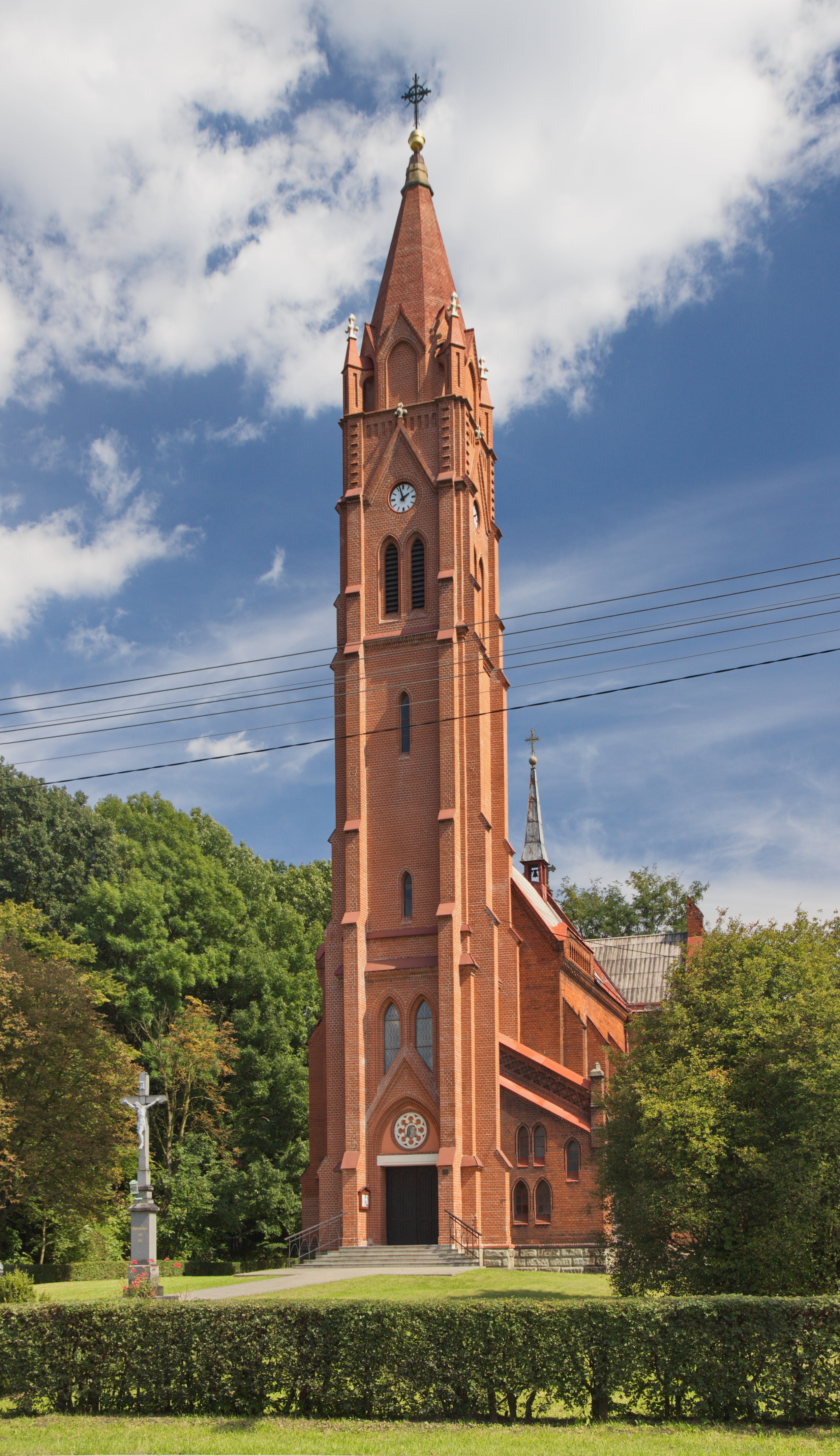
Kirche Mariä Siebenschmerzen

Skřečoň (deutsch Skrzeczon, 1939–45 Skretschon, polnisch Skrzeczoń) ist ein Ortsteil der Stadt Bohumín (Oderberg) in Tschechien. Das Dorf liegt zwei Kilometer östlich von Nový Bohumín (Neu-Oderberg) nahe der polnischen Grenze und gehört zum Okres Karviná.

## Geographie
Skřečoň befindet sich am Bach Skřečoňský potok im Ostrauer Becken. An der westlichen Ortsgrenze fließt die Bohumínská stružka (Struschka), dahinter liegt der Bahnhof Bohumín. Durch Skřečoň führt die Staatsstraße I/67 zwischen Nový Bohumín und Karviná (Karwin), von der im Ort die Straße II/471 nach Rychvald (Reichwaldau) abzweigt. Nördlich – zwischen der Siedlung U hřiště und dem Dorf Nová Ves (Nickeltaff) – verläuft die Bahnstrecke Žilina–Bohumín. Gegen Nordosten erstreckt sich der Wald Borek, östlich der Gliňoč.
Nachbarorte sind Martinov (Martinhof), Uchylsko (Uhilsko) und Gorzyczki (Klein Gorschütz) im Norden, Věřňovice (Willmersdorf) und Nerad im Nordosten, Dolní Lutyně (Deutschleuten) im Osten, Zbytky und Lutyně (Polnischleuten) im Südosten, Jarošovice, Rychvald und Záblatí (Zablacz) im Süden, Vrbice (Wirbitz) und Pudlov (Pudlau) im Südwesten, Nový Bohumín im Westen sowie Šunychl (Schönichel) im Nordwesten.

## Geschichte
Die erste schriftliche Erwähnung des damals aus einigen hölzernen Chaluppen bestehenden Dorfes erfolgte am Übergang vom 13. zum 14. Jahrhundert im Liber fundationis episcopatus Vratislaviensis als Crezhim. Der Name ist entweder vom slawischen Personennamen *Krzesim oder *Krzeczon abgeleitet, die Buchstabe S- ist protetisch (1447: Krzeczon, 1573: Skrzeczon, wo s entspricht dem deutschen Präposition von). Ab 1327 gehörte Skřečoň zum Herzogtum Teschen, einer Lehensherrschaft des Königreichs Böhmen. Im 16. Jahrhundert wurde das Dorf Teil der Freien Standesherrschaft Freistadt, später wurde es mit der Freien Minderherrschaft Deutschleuten ausgegliedert und gelangte an die Grafen Schlik. Elisabeth Maximiliane Helene von Drahotusch, die zunächst mit Wilhelm Henrich Graf Schlik, dann mit Franz Ernst Graf Schlik († 1675) verheiratet war, hinterließ die Herrschaft Deutschleuten im Jahre 1700 ihrem dritten Ehemann Francis Taaffe, 3. Earl of Carlingford. Seit 1723 führt Skrzeczon ein Wappen und Ortssiegel. Rudolph Taaffe (1762–1830) veräußerte 1792 seine schlesischen Güter an Johann Graf Larisch von Moennich auf Karwin.
Um 1800 bestand Skrzeczon aus 40 Häusern mit 205 schlesisch-mährisch-sprachigen Bewohnern. Pfarrort war Deutschleuten. Am 1. Mai 1847 wurde westlich von Skrzeczon im Oderberger Wald auf den Fluren von Schönichel der vorläufige Endbahnhof Oderberg der Kaiser Ferdinands-Nordbahn eröffnet. Bis zur Mitte des 19. Jahrhunderts blieb das Dorf der Minderherrschaft Deutschleuten untertänig.
Nach der Aufhebung der Patrimonialherrschaften bildete Skrzeczon ab 1850 einen Ortsteil der Gemeinde Deutschleuten / Německá Lutyně im Gerichtsbezirk Oderberg und Bezirk Friedek. Im selben Jahr wurde in Skrzeczon eine tschechischsprachige Pfarrschule eröffnet. 1864 lösten sich Skrzeczon / Skřečoň und Nikeltaff / Nová Ves von Deutschleuten los und bildeten die Gemeinde Skrzeczon. Ab 1867 erfolgte der Schulunterricht in Skrzeczon in polnischer Sprache. 1868 wurde das Dorf dem Bezirk Freistadt zugeordnet. Im Jahre 1869 bestand Skrzeczon aus 75 Häusern und hatte 453 Einwohner. Mit dem Ausbau des Bahnhofs Oderberg zum Eisenbahnknoten ging auch die Errichtung einer neuen Siedlung nordwestlich des Bahnhofs einher; an der auf Skrzeczon zu gelegenen Seite der Bahnstrecke siedelten sich Industriebetriebe an. Infolgedessen setzte im letzten Viertel des 19. Jahrhunderts auch in Skrzeczon eine großflächige Ortserweiterung ein, die 1902 nach der Errichtung eines gemeinsamen Wasserwerkes für die Gemeinde Skrzeczon und die chemischen Fabriken in Schönichel-Oderberg Bahnhof ihren größten Aufschwung erhielt. Wegen der Zunahme deutschsprachiger Einwohner wurde zum Ende des 19. Jahrhunderts auch Schulunterricht in deutscher Sprache angeboten. Das Schulgebäude war unzureichend für die stark angestiegene Schülerzahl. In den Jahren 1898–1899 wurde durch den Oderberger Baumeister Josef Berger ein neues Schulhaus errichtet. Auf halbem Wege zwischen Skrzeczon und Nickeltaff entstand 1904 ein Friedhof. Im Jahre 1900 hatte Skrzeczon 1995 Einwohner, 1910 waren es bereits 3131. Durch den Bevölkerungsanstieg waren auch die Kapazitäten der Schule erschöpft; 1910 entstand ein weiteres Schulhaus, das von der deutschen Schule genutzt wurde, die das alte Schulgebäude nun der polnischen Schule überließ. Im Jahre 1913 nahm die von den Schlesischen Landeseisenbahnen betriebene elektrische Überlandstraßenbahn von Oderberg Bahnhof über Skrzeczon nach Deutschleuten ihren Betrieb auf; am Bahnhof wurde eine Übergangsmöglichkeit zur Städtischen Straßenbahn Oderberg nach Oderberg und im Jahr darauf auch zur neuen Überlandstraßenbahn nach Hruschau eingerichtet. Am 4. Mai 1912 erfolgte die feierliche Grundsteinlegung für eine eigene Kirche in Skrzeczon.
Nach dem Ersten Weltkrieg zerfiel der Vielvölkerstaat Österreich-Ungarn, das Gebiet des Bezirks wurde strittig. Nach dem Polnisch-Tschechoslowakischen Grenzkrieg sowie der Entscheidung des Botschafterrats der Siegermächte vom 28. Juli 1920 fiel Skřečoň der Tschechoslowakischen Republik zu. Beim Zensus von 1921 lebten in den 314 Häusern der Gemeinde Skřečoň / Skrzeczón 3416 Personen, darunter 1517 Tschechen, 857 Polen, 401 Deutsche und 62 Juden. Das Dorf Skřečoň (284 Häuser) hatte 3190 Einwohner, die übrigen 226 entfielen auf Nová Ves (30 Häuser). Die veränderte Staatszugehörigkeit führte zur Schließung der deutschen Schule, in deren Räumlichkeiten am 20. September 1920 eine vierklassige tschechische Schule und ein tschechischer Kindergarten eröffnet wurden. Die Kriege hatten auch zu Unterbrechungen des Kirchenbaus geführt, der letztlich erst am 9. November 1924 geweiht werden konnte. 1930 lebten in den 455 Häusern von Skřečoň 3600 Personen. Im Jahre 1932 wurde die Freiwillige Feuerwehr gegründet. In den 1930er Jahren verlor Nová Ves den Status eines Ortsteils von Skřečoň. Nach dem Münchner Abkommen wurde Skrzeczoń im Oktober 1938 von Polen besetzt und der Woiwodschaft Schlesien zugeschlagen. Ein Jahr später erfolgte die Besetzung durch das Deutsche Reich; bis 1945 gehörte Skretschon zum Landkreis Teschen. Nach dem Ende des Zweiten Weltkrieges kam die Gemeinde zur wiedererrichteten Tschechoslowakei zurück. 1949 wurde Skřečoň Teil des neu gebildeten Okres Ostrava-okolí. Im Jahre 1950 bestand Skřečoň (einschließlich Nová Ves) aus 535 Häusern und hatte 2917 Einwohner. Der Abbau von Ton und Sand im Wäldchen Gliňoč wurde 1956 eingestellt. Im Zuge der Gebietsreform von 1960 wurde Skřečoň dem Okres Karviná zugeordnet. Die tschechische Schule wurde 1965 zu einer vollwertigen neunklassigen Grundschule erweitert. Der Unterricht in der einklassigen polnischen Schule wurde im Juni 1969 eingestellt. 1970 lebten in den 515 Häusern von Skřečoň 2297 Personen. Die Straßenbahn von Nový Bohumín nach Dolní Lutyně wurde 1973 stillgelegt. Zum 1. Oktober 1974 wurden Skřečoň und Nová Ves nach Bohumín eingemeindet. 1975 wurde die Grundschule um einen neuen Schulpavillon erweitert. 1991 lebten in den 600 Häusern von Skřečoň 2094 Personen. Im Jahre 2004 wurde die lange geforderte Schulturnhalle realisiert. Beim Zensus von 2011 hatte der Ortsteil 2527 Einwohner und bestand aus 788 Wohnhäusern; davon lebten 2189 Personen in Skřečoň (679 Häuser) und 338 in Nová Ves (109 Häuser). Zu den ansässigen Unternehmen gehören u. a. Rockwool, Emco und Dřevotrust.

## Ortsgliederung
Zu Skřečoň gehören die Wohnplätze Červín (Czerwin), Na kopci, Nová Ves (Nickeltaff) und U hřiště. Grundsiedlungseinheiten sind Skřečoň (674 Häuser, 2177 Einwohner), Nová Ves (109 Häuser, 338 Einwohner) und U hřiště (5 Häuser, 12 Einwohner).
Der Ortsteil Skřečoň bildet einen Katastralbezirk.

## Sehenswürdigkeiten
- Kirche Maria Siebenschmerzen, errichtet 1912–1924. Der späthistoristische Bau mit niedrigem Querschiff und polygonalem Abschluss wurde nach langer Bauzeit durch kriegsbedingte Unterbrechungen am 4. November 1924 geweiht. Das aus den drei großen Glocken Petr, Josef und Hedvika bestehende Geläute wurde erst 1926 in den Kirchturm gehoben. Besonderheiten sind die einzigartige Orgel mit elektromagnetischer Luftpumpe sowie die Glasfenster mit neutestamentarischen Motiven.[4]
- Friedhofskapelle, errichtet 1905. Sie wurde anlässlich ihre 100-jährigen Bestehens saniert und am 6. November 2005 wiedereröffnet.
- Gedenkstein für die gefallenen Rotarmisten auf dem Friedhof, geschaffen von Antonín Kalvoda, enthüllt 1957
- Monumentaldenkmal für die 104 Opfer des Polenlagers am Stadtrand von Oderberg (Oberschlesien)
- Baggerseen Gliňoč, zwei ehemalige Ton- und Sandgruben; zwischen den Restlöchern befindet sich heute eine Sportschießanlage.

## Söhne und Töchter des Ortes
- Egon Bittner (1921–2011), US-amerikanischer Soziologe und Professor
- Siegfried Trotnow (1941–2004), deutscher Gynäkologe und Reproduktionsmediziner